# 格雷克·迈因哈特
格雷克·林·迈因哈特（英語：Gerek Lin Meinhardt，1990年7月27日—），中文名孟凯睿，是一名美国男子击剑运动员，主攻花剑。他的母亲来自台湾。他9岁时加入了Greg Massialas开设的击剑俱乐部，开始练习击剑。他在2007年成为首位同时获得同一年青少年和成年组击剑世锦赛资格的美国男选手，并在2008年入选奥运名单，成为历史上最年轻的美国奥运击剑选手。2021年，他进入国际击剑联合会名人堂。